# Philip Roberts
Philip James Roberts (ur. 4 grudnia 1989) – brytyjski zapaśnik walczący w stylu wolnym. Zajął 45 miejsce na mistrzostwach świata w 2011. Dwunasty na mistrzostwach Europy w 2010. Piąty na igrzyskach Wspólnoty Narodów w 2010. Brązowy medalista mistrzostw Wspólnoty Narodów w 2013, gdzie reprezentował Anglię.